# Carlos Eduardo Ferrari
Carlos Eduardo Ferrari, meglio noto solo come Cacá (Paraná, 19 febbraio 1979), è un ex calciatore brasiliano, di ruolo attaccante.

## Carriera

### Gran Bretagna
Cacá firmò un breve contratto per la Scottish Premier League con i Rangers nell'ottobre del 2000, senza mai esordire. Il suo club brasiliano, Mirassol, lo ha successivamente dato in prestito al club inglese del Birmingham City per la stagione 2001-02. Collezionò quattro presenze in First Division (attuale Football League Championship) nell'ottobre e novembre del 2001, entrando sempre da sostituto, ma poi di fronte un infortunio al piede a lungo termine venne svincolato dal contratto nel marzo del 2002.

### Spagna
Nel febbraio del 2003 Cacá firma un contratto con l'UD Salamanca. Giocò 16 partite in Segunda División (attuale Liga Adelante). Nell'estate del 2003, firmò per l'Albacete Balompié, per poi giocare con altri club della Segunda División B. Nel dicembre del 2006, partì per la Grecia e fu presentato ai media il 1º gennaio 2007 insieme a Pablo Coira. Successivamente adrà in Paraguay per giocare con il Cerro Porteño e in Tunisia con l'Espérance prima di tornare in Segunda División B con l'Universidad de Las Palmas.

### South Cina
Nel gennaio del 2009 entra nel South China, firmando un contratto di mezza stagione, e segnando una tripletta al suo debutto in campionato l'8 febbraio 2009 per 8-0 contro Tuen Mun Progoal. Segnò 13 gol in 17 presenze, di cui 7 nell'AFC Cup. Il 23 giugno 2009, dopo aver vinto 4-0 a Singapore contro l'Home United FC nell'AFC Cup, Cacá annunciò che questa sarebbe stata la sua ultima partita con il South China, siccome aveva bisogno di tornare da sua moglie incinta in Brasile. I suoi gol nella coppa gli hanno permesso di raggiungere il 78º posto nella classifica di "Capocannoniere del mondo 2009" dall'Istituto Internazionale di Storia e Statistica del Calcio.

### Ritorno in Brasile
Nel luglio del 2009 firmò un contratto fino a dicembre per l'Olaria, che era stata appena promossa. Nel gennaio del 2010 firmò un nuovo contratto con il club fino al termine del 2010. L'Olaria finì terza nel Gruppo A della Taça Guanabara. Ma nel trofeo di Rio, l'Olaria fece solo il settimo nel Gruppo A, non riuscendo ad entrare nel play-off.
Nel maggio del 2010 firma un contratto con il Bahia fino alla fine del Campeonato Brasileiro Série B del 2010. Ha collezionato una sola presenza volta in Serie B, ma ha giocato 3 delle prime 4 partite del Campionato del Nordest del 2010.

### Emirati Arabi Uniti
Nell'agosto del 2010 lascia il Bahia per il Kalba.

## Ritiro e vita privata
All'inizio del 2011 si ritirò dal calcio ed iniziò a lavorare per Ronaldo. È amico di Ronaldo e ha giocato con gli "Amici di Ronaldo" due volte contro gli "Amici di Zidane", segnando in occasione delle partite contro la povertà nel 2008 e nel 2012.